# Steve Clarke
Stephen Clarke, más conocido como Steve Clarke (Saltcoats, North Ayrshire, Escocia, 29 de agosto de 1963), es un exfutbolista y entrenador escocés que se desempeñó como defensa. Actualmente es el seleccionador de Escocia.

## Carrera como jugador

### St. Mirren
Clarke nació en Saltcoats en Ayrshire.Su hermano mayor, Paul, era futbolista y jugó más de 350 partidos con el Kilmarnock.Mientras jugaba para Beith Juniors, Steve comenzó su carrera profesional en St. Mirren. Clarke tenía inicialmente un contrato a tiempo parcial con el club, mientras completaba su aprendizaje como ingeniero de instrumentos.

### Chelsea
En enero de 1987, fue transferido al Chelsea por £422,000.Formó parte de los equipos que ganaron la final de la FA Cup de 1997, la Copa de la Liga en 1998 y la Recopa de la UEFA de 1998. El último partido, contra el VfB Stuttgart en Estocolmo, fue la última aparición de Clarke con el club.En total, realizó 421 apariciones y marcó 7 goles.

## Selección nacional
Clarke fue internacional con la selección de Escocia en 6 ocasiones y sin haber marcado un solo gol.Debutó el 14 de octubre de 1987, en un encuentro de clasificación para la Eurocopa 1992 ante la selección de Portugal que finalizó con marcador de 2-1 a favor de los escoceses.

## Carrera como entrenador

### Como asistente técnico
En 1998, Clarke se unió al Newcastle United como segundo entrenador de Ruud Gullit, su ex entrenador en el Chelsea.Allí, formó parte del cuerpo técnico que ayudó al club a alcanzar la final de la FA Cup 1998-99 el 22 de mayo de 1999, donde el equipo terminó subcampeón detrás del Manchester United.
Fue nombrado entrenador interino tras la renuncia de Gullit y se hizo cargo de un partido, una derrota por 5-1 contra el Manchester United.Para ese partido, Clarke reincorporó a Alan Shearer y Rob Lee al equipo. Posteriormente, permaneció en el club durante un período en el cuerpo técnico de Bobby Robson.
Después de un período a cargo de los equipos juveniles del Chelsea, fue ascendido al puesto de asistente técnico cuando José Mourinho fue nombrado entrenador en el verano de 2004.Cuando el portugués dejó su cargo en septiembre de 2007, Avram Grant contrató los servicios de Clarke, aunque Henk ten Cate fue contratado como otro entrenador asistente.
El 12 de septiembre de 2008, presentó su renuncia al Chelsea con la esperanza de trasladarse al West Ham United para ser asistente de Gianfranco Zola.Inicialmente, el equipo Blue rechazó su renuncia y exigió una compensación equivalente a dos años de su salario. Después de que se llegara a un acuerdo entre los clubes, se marchó al club Hammer el 15 de septiembre.En junio de 2010, poco después de la destitución de Zola como entrenador, dejó su cargo de mutuo acuerdo.
El 10 de enero de 2011, fue nombrado asistente técnico del Liverpool, después de que Kenny Dalglish sustituyera a Roy Hodgson dos días antes.El 14 de mayo de 2012, puso su renuncia a disposición tras el despido de Dalglish. El club rechazó la oferta, pero el 6 de junio de 2012, tras el nombramiento del nuevo entrenador Brendan Rodgers, Clarke abandonó el club.

### West Bromwich Albion
El 8 de junio de 2012, Clarke fue nombrado entrenador del West Bromwich Albion y firmó un contrato de dos años.En su primera temporada, estableció los récords del club en victorias (14) y puntos (48) en una temporada de la Premier League donde finalizó en la octava posición.El 15 de diciembre de 2013, fue despedido de su cargo luego de una serie de malos resultados.

### Reading
El 16 de diciembre de 2014, fue oficializado como técnico del Reading con un contrato de dos años y medio.Luego de un año en el cargo, fue relevado de sus funciones después de los resultados conseguidos en la temporada.

### Kilmarnock
Luego de ser asistente técnico de Roberto Di Matteo en el Aston Villa,Clarke fue oficializado como entrenador del Kilmarnock en octubre de 2017.Cuando asumió el cargo, el club se encontraba al final de la clasificación de la liga, aunque terminó la temporada en quinto lugar, estableciendo un nuevo récord del club en puntos (59).En la temporada 2018-19, continuó su impresionante trabajo que incluyó una victoria sobre el Celtic y dos sobre Rangers, que culminó con un tercer puesto y la clasificación europea para el equipo.Después de que terminó la Premiership, dejó su cargo para ocupar el puesto de seleccionador de Escocia.

### Selección de Escocia
En mayo de 2019, Clarke fue nombrado entrenador de la selección de Escocia con un contrato que se extendió hasta el final de la clasificación para la Copa Mundial de la FIFA 2022.En noviembre de 2020, obtuvo la clasificación a la Eurocopa 2020 luego de vencer a Serbia en los play-offs.En dicha competencia, quedó eliminado al terminar en la última colocación del Grupo D.A pesar de ello, en marzo de 2023 renovó su contrato hasta 2026.El 15 de octubre, logró la clasificación a la Eurocopa 2024 con una jornada de anticipación después del triunfo de España sobre Noruega.En dicha competencia, fueron eliminados en la fase de grupos luego de sumar tan solo un punto en tres jornadas.

## Clubes

### Como jugador
| Club       | País       | Año         |
| ---------- | ---------- | ----------- |
| St. Mirren | Escocia    | 1982 - 1987 |
| Chelsea    | Inglaterra | 1987 - 1998 |

### Como entrenador
| Club                 | País       | Año       | PJ  | PG  | PE | PP | Efectividad |
| -------------------- | ---------- | --------- | --- | --- | -- | -- | ----------- |
| Newcastle United     | Inglaterra | 1999      | 1   | 0   | 0  | 1  | 0%          |
| West Bromwich Albion | Inglaterra | 2012-2013 | 60  | 19  | 15 | 26 | 40%         |
| Reading              | Inglaterra | 2014-2015 | 53  | 19  | 14 | 20 | 44.66%      |
| Kilmarnock           | Escocia    | 2017-2019 | 79  | 40  | 22 | 17 | 59.91%      |
| Escocia              | Escocia    | 2019-Act. | 68  | 29  | 15 | 24 | 50%         |
| Total                | Total      | Total     | 261 | 107 | 66 | 88 | 49.43%      |

## Palmarés

### Como jugador

#### Campeonatos nacionales
| Título           | Club    | País       | Año     |
| ---------------- | ------- | ---------- | ------- |
| FA Cup           | Chelsea | Inglaterra | 1996-97 |
| Copa de la Liga  | Chelsea | Inglaterra | 1997-98 |
| Full Members Cup | Chelsea | Inglaterra | 1989-90 |

#### Campeonatos internnacionales
| Título           | Club    | País       | Año     |
| ---------------- | ------- | ---------- | ------- |
| Recopa de Europa | Chelsea | Inglaterra | 1997-98 |

#### Distinciones individuales
| Distinción                | Año  |
| ------------------------- | ---- |
| Mejor Jugador del Chelsea | 1994 |